# La strada
La strada (Brasil: A estrada da vida / Portugal: A estrada) é um filme italiano de 1954, do gênero drama, dirigido por Federico Fellini que tem um roteiro co-escrito por Fellini com Tullio Pinelli e Ennio Flaiano. A trilha sonora é do compositor Nino Rota, habitual colaborador de Fellini. O filme conta a história de Gelsomina, uma pobre jovem (Giulietta Masina) comprada de sua mãe por Zampanò (Anthony Quinn), um homem forte e brutal que a leva para trabalhar ao lado dele. La strada insere-se no movimento neorrealista, que retrata a Itália do pós-guerra, decadente e pobre. Esta estética também está presente em outros trabalhos de Fellini, como Luci del varietà (1950), Lo sceicco bianco (1952), I vitelloni (1953) e Le notti di Cabiria (1957).  
O processo de desenvolvimento foi longo e tortuoso; houve vários problemas durante a produção, incluindo suporte financeiro inseguro, elenco problemático e vários atrasos. Pouco antes de a produção terminar as filmagens, Fellini sofreu um colapso nervoso que exigiu tratamento médico para que pudesse concluir a fotografia principal. A reação inicial da crítica ao filme foi polarizada, e a exibição do filme no Festival de Cinema de Veneza foi ocasião para uma controvérsia amarga que se transformou em uma briga pública entre os apoiadores e os haters de Fellini; mesmo assim ganhou o Oscar de Melhor filme estrangeiro. Ao passar do anos a o filme adquiriu status de cult sendo considerado uma das melhores obras do neorealismo.

## Sinopse
Gelsomina (Giulietta Masina) é vendida pela mãe para o brutamonte Zampanò (Anthony Quinn), estrela de um número em que arrebenta correntes amarradas em seu corpo. A jovem auxilia Zampanò e passa a também ser apresentar como palhaça, seguindo o estilo de Chaplin. A garota é constantemente maltratada pelo homem, que ainda a agride sempre que tenta fugir. Quando os dois se juntam a um circo, Gelsomina fica encantada com Bobo (Richard Basehart), provocando ciúmes em Zampanò.

## Elenco
- Giulietta Masina como Gelsomina.[3]
- Anthony Quinn como Zampanò.[3]
- Richard Basehart como  Il Matto.[3]
- Aldo Silvani como Sr. Girafe, o dono do circo.[3]
- Marcella Rovere como "A viúva".[3]
- Livia Venturini como a irmã.[3]
- Goffredo Unger como o homem que segura Zampanó numa briga.[3]

## Produção

### Pré-produção
O processo criativo de Fellini para La Strada começou com sentimentos vagos, "uma espécie de tom", disse ele, "que se escondia, o que me deixou melancólico e me deu uma sensação difusa de culpa, como uma sombra pairando sobre mim. Esse sentimento sugeria duas pessoas que ficam juntos, embora seja fatal, e eles não sabem por quê." Esses sentimentos evoluíram para certas imagens: neve caindo silenciosamente no oceano, várias composições de nuvens e um rouxinol cantante. Após isso, Fellini começou a desenhar essas imagens, tendência habitual que ele afirma ter aprendido no início de sua carreira, quando trabalhou em vários music halls provincianos e teve que esboçar os vários personagens e cenários. Finalmente, ele relatou que esta ideia "tem chance de sucesso" para ele quando desenhou um círculo em um pedaço de papel para representar a cabeça de Gelsomina, e ele decidiu se inspirar em Giulietta Masina, sua esposa na época para compor a personagem: "Eu utilizei a Giulietta real, mas como eu a vi. Fui influenciado por suas fotos de infância, portanto, elementos de Gelsomina refletem uma Giulietta aos dez anos [de idade]".
A criação do personagem Zampanò veio da juventude de Fellini na cidade litorânea de Rimini. Morava ali perto um abatedor que era conhecido por ser bastante mulherengo: segundo Fellini, “Esse homem levou todas as meninas da cidade para a cama; uma vez deixou uma pobre idiota grávida e todos diziam que o bebê era filho do diabo". Em 1992, Fellini disse ao diretor canadense Damian Pettigrew que concebeu o filme ao mesmo tempo que o co-cenarista Tullio Pinelli em uma espécie de "sincronicidade orgiástica". Fellini escreveu o roteiro com Ennio Flaiano e Tullio Pinelli e o trouxe primeiro para Luigi Rovere, o produtor de Fellini em Lo sceicco bianco (1952). Quando Rovere leu o roteiro de La Strada, começou a chorar, aumentando as esperanças de Fellini, apenas para vê-las destruídas quando o produtor anunciou que o roteiro era uma grande literatura, mas que "como filme isso não daria lucro. E não é cinema". Quando estava totalmente concluído, o roteiro de Fellini tinha quase 600 páginas, com cada tomada e ângulo de câmera detalhados e preenchidos com notas e reflexões. O produtor Lorenzo Pegoraro ficou impressionado o suficiente para dar a Fellini um adiantamento em dinheiro, mas não concordou com a exigência de Fellini de que Giulietta Masina fosse protagonista.

### Escolha de elenco
Fellini conseguiu mais financiamento por meio dos produtores Dino De Laurentiis e Carlo Ponti, que queriam escalar Silvana Mangano (esposa de De Laurentiis) como Gelsomina e Burt Lancaster como Zampanò, mas Fellini recusou essas escolhas. Giulietta Masina foi a inspiração de todo o projeto, então Fellini estava decidido à colocá-la como protagonista. Para Zampanò, Fellini esperava escalar um profissional em números de circo e, para isso, testou vários homens fortes do circo, Mais sem sucesso. Alberto Sordi, a estrela dos filmes anteriores de Fellini, Lo sceicco bianco e I Vitelloni, estava ansioso para assumir o papel e ficou amargamente desapontado quando Fellini o rejeitou após um teste de ensaio.
No final das contas, Fellini atraiu seus três protagonistas de pessoas associadas ao filme Donne Proibite (1954), dirigido por Giuseppe Amato. Anthony Quinn também atuou neste filme, enquanto Richard Basehart estava frequentemente no set visitando sua esposa, a atriz Valentina Cortese. Quando Masina apresentou Quinn ao marido, o ator ficou desnorteado com a insistência de Fellini de que o diretor havia encontrado seu Zampanò, lembrando depois: "Achei que ele era um pouco louco e disse que não estava interessado no filme, mas ele continuou me perseguindo por dias." Não muito depois, Quinn passou a noite com Roberto Rossellini e Ingrid Bergman, e depois do jantar eles assistiram à comédia dramática lançada em 1953 de Fellini; I Vitelloni. De acordo com Quinn: "Fiquei pasmo com isso. Disse a eles que o filme era uma obra-prima e que o mesmo diretor era o homem que vinha me perseguindo há semanas."
Ao ser apresentado a Basehart por Cortese, Fellini convidou o ator para almoçar, no qual lhe foi oferecido o papel de Il Matto. Quando questionado por que o surpreso Basehart, que nunca havia feito o papel de palhaço, Fellini respondeu: "Porque, se você fez o que fez em Fourteen Hours (1951), você pode fazer qualquer coisa". Basehart também ficou muito impressionado com I Vitelloni e concordou em assumir o papel por muito menos do que seu salário normal, em parte porque se sentia muito atraído pela personalidade de Fellini, dizendo: "Era [admirável] seu gosto pela vida e seu [bom] humor."

### Filmagem
O filme foi rodado em Bagnoregio, Viterbo, Lazio, Ovindoli, L'Aquila e Abruzzo. Aos domingos, Fellini e Basehart dirigiam pelo campo, patrulhando locais e procurando lugares para comer, às vezes experimentando até seis restaurantes e se aventurando até Rimini antes que Fellini encontrasse o ambiente e o cardápio desejado.
A produção começou em outubro de 1953, mas teve que ser interrompida em algumas semanas, quando Masina deslocou o tornozelo durante a cena do convento com Quinn. Com o acidente, De Laurentiis viu que era a oportunidade de substituir Masina, que nunca quisera para o papel e que ainda não tinha assinado o contrato. Isso mudou assim que os executivos da Paramount viram a atuação na cena e elogiaram a performance de Masina, resultando em De Laurentiis anunciando que ele a tinha em uma exclusividade e ordenando que ela assinasse um contrato preparado às pressas, com aproximadamente um terço do salário de Quinn.
O atraso fez com que todo o cronograma de produção fosse revisto, e o cinematografista Carlo Carlini, que já tinha um compromisso anterior, teve que ser substituído por Otello Martelli, o diretor de fotografia favorito de Fellini. Quando as filmagens foram retomadas em fevereiro de 1954, já era inverno. A temperatura caiu para -5 °C, muitas vezes resultando em nenhum calor ou água quente para a equipe, exigindo mais atrasos e forçando o elenco e a equipe a dormir totalmente vestidos e usar chapéus para se manterem aquecidos.
O novo cronograma gerou conflito para Anthony Quinn, que teria interpretar o protagonista de Átila, épico de 1954, também produzido por De Laurentiis e dirigido por Pietro Francisci. A princípio, Quinn considerou se retirar de La Strada, mas Fellini o convenceu a trabalhar nos dois filmes simultaneamente - filmar La Strada pela manhã e Átila à tarde e à noite. O plano muitas vezes exigia que o ator se levantasse às 3h30 para capturar a "luz tenebrosa da manhã" em que Fellini insistia, e depois partisse às 10h30 para ir a Roma em sua roupa de Zampanò para que pudesse estar no set com hora de se transformar em Átila, o Huno, para as filmagens da tarde. Quinn relembrou: "Essa programação explicava a aparência abatida que eu tinha em ambos os filmes, uma aparência que era perfeita para Zampanò, mas dificilmente adequada para Átila, o Huno".
Apesar de um orçamento extremamente apertado, o supervisor de produção Luigi Giacosi conseguiu alugar um pequeno circo dirigido por um homem chamado Savitri, um homem que treinou Quinn no jargão circense e nos aspectos técnicos da quebra de correntes. Giacosi também contratou os serviços do Circo de Zamperla, que forneceu uma série de figurantes e dublês que poderiam interpretar a si mesmos, incluindo o dublê de asehart, um artista que se recusou a se apresentar quando os bombeiros chegaram com uma rede de segurança.
A escassez de planos de fundos exigiu que Giacosi improvisasse em resposta às demandas de Fellini. Quando as filmagens continuaram na primavera, Giacosi foi capaz de recriar as cenas de inverno empilhando trinta sacos de gesso em todos os lençóis que encontrou para simular uma neve. Quando uma cena de multidão foi necessária, Giacosi convenceu o padre local a adiar a celebração do dia 8 de abril do santo padroeiro da cidade por alguns dias, garantindo assim a presença de cerca de 4.000 figurantes extras não pagos. Para garantir que a multidão não se dissipasse com o passar das horas, Fellini instruiu o assistente de direção Rossi a gritar: "Preparem os quartos para Totò e Sophia Loren," dois dos artistas italianos mais populares da época, para que ninguém saísse.
Fellini era um notório perfeccionista, e isso pode ser difícil para seu elenco. Num seminário de estudantes do American Film Institute, Quinn falou da intransigência de Fellini ao selecionar uma caixa em que Zampanò carrega suas bitucas de cigarro, examinando mais de 500 caixas antes de encontrar a certa: "Quanto a mim, qualquer uma das caixas teria sido satisfatória para leva as pontas para dentro, mas não Federico". Quinn também se lembra de estar particularmente orgulhoso de uma certa cena em que sua performance ganhou aplausos dos espectadores no set, apenas para receber um telefonema de Fellini tarde da noite informando que eles teriam que refazer a sequência inteira porque Quinn tinha foi bom demais: "Você vê, você deveria ser um ator mau, terrível, mas as pessoas que assistiam o aplaudiram. Eles deveriam ter rido de você. Então, pela manhã, fazemos isso de novo". Quanto a Masina, Fellini insistiu que ela recriasse o sorriso de lábios finos que vira nas fotos de sua infância. Ele cortou o cabelo dela colocando uma tigela em sua cabeça e arrancando tudo o que não estava coberto, depois aplicando o que restava com sabão para dar uma "aparência espetada e desarrumada", depois "jogou talco em seu rosto para dar-lhe palidez de um artista kabuki". Ele a fez usar uma capa excedente da Primeira Guerra Mundial que estava tão puída que a gola cortava seu pescoço. Ela reclamou: "Você é tão legal e doce com os outros do elenco. Por que você é tão duro comigo?".
Segundo o acordo de Fellini com seus produtores, o restante do orçamento tiveram de sair de seu próprio bolso, reduzindo qualquer grande potencial de lucro. Fellini contou que quando ficou claro que não havia financiamento suficiente para terminar o filme, Ponti e De Laurentiis o levaram para almoçar para garantir que não o cobrariam: “Vamos fingir que [os acordos de financiamento] eram uma piada. Compre-nos um café e vamos esquecê-los". De acordo com Quinn, no entanto, Fellini só conseguiu obter essa indulgência concordando em filmar algumas tomadas de Átila para Francisci; as cenas que o diretor havia se esquecido de fazer.
Ao filmar as cenas finais no cais de Fiumicino, Fellini sofreu um surto de depressão clínica, uma condição que ele e seus associados tentaram manter em segredo. Ele foi capaz de completar as filmagens somente após receber tratamento por um psicanalista freudiano proeminente.

### Edição de som
Como era prática comum para os filmes italianos daquela época, as filmagens eram feitas sem som; o diálogo foi adicionado posteriormente junto com a trilha sonora e efeitos sonoros. A consequência disto foi, os membros do elenco geralmente falavam em sua língua nativa durante as filmagens: Quinn e Basehart em inglês, Masina e os outros em italiano. Liliana Betti, a assistente de longa data de Fellini, descreveu o procedimento típico do diretor em relação ao diálogo durante as filmagens, técnica que ele chamou de "sistema numérico" ou "dicção numerológica": "Em vez de falas, o ator deve contar os números em seu normal ordem. Por exemplo, uma linha de quinze palavras é igual a uma enumeração de até trinta. O ator apenas conta até trinta: 1-2-3-4-5-6-7. etc". O biógrafo John Baxter comentou sobre a utilidade de tal sistema: "Ajuda a localizar um instante no discurso em que ele [Fellini] deseja uma reação diferente. 'Volte para 27', ele dirá a um ator', mas desta vez, sorrir". Como não precisava se preocupar com barulho durante as filmagens, Fellini manteve um comentário contínuo durante as filmagens, prática que escandalizou cineastas mais tradicionais, como Elia Kazan: “Ele falava em cada take, na verdade gritava com os atores. "Não, aí, pare, vire-se, olhe para ela, olhe para ela. Vê como ela está triste, vê suas lágrimas? Oh, pobre coitado! Você quer consolá-la? Não se afaste; vá até ela. Ah, ela não quer você, não é? O quê? Vá até ela de qualquer maneira!' [...] É assim que ele consegue [...] usar performers de vários países, ele faz parte da atuação para os atores".
Como Quinn e Basehart não falavam italiano, ambos foram dublados no lançamento original. Insatisfeito com o ator que inicialmente dublou Zampanò, Fellini se lembra de ter ficado impressionado com o trabalho feito por Arnoldo Foà na dublagem do personagem Toshiro Mifune na versão italiana de Rashomon (1950) de Akira Kurosawa, e conseguiu contratar Foà no último momento. O compositor Michel Chion observou que Fellini explorou particularmente a tendência dos filmes italianos do período pós-guerra de permitir uma liberdade considerável na sincronização das vozes com os movimentos dos lábios, especialmente em contraste com a percepção de "fixação obsessiva" de Hollywood com a correspondência de vozes a bocas: “Nos extremos Fellinianos, quando todas essas vozes pós-sincronizadas flutuam em torno dos corpos, chegamos a um ponto em que as vozes - mesmo que continuemos a atribuí-las aos corpos que lhes são atribuídos - começam a adquirir uma espécie de autonomia, em uma forma barroca e descentrada". O estudante das obras de Fellini, Thomas Van Order, apontou que Fellini é igualmente livre no tratamento do som ambiente em seus filmes, preferindo cultivar o que Chion chamou de "um senso subjetivo de ponto de audição".
A versão em inglês de 1956 de La Strada era idêntica à versão original em italiano, mas a dublagem foi completamente reeditada sob a supervisão de Carol e Peter Riethof no Titra Sound Studios em Nova York, sem qualquer envolvimento de Fellini. Thomas Van Order identificou dezenas de mudanças feitas na versão em inglês, classificando as alterações em quatro categorias: "1: menor volume da música em relação ao diálogo na versão em inglês; 2: novas seleções musicais e diferentes edições de música em muitas cenas; 3: som ambiente diferente em algumas cenas, bem como mudanças na edição do som ambiente; 4: eliminação de alguns diálogos". Na versão em inglês, Quinn e Basehart dublaram seus próprios papéis, mas Masina foi dublada por outra atriz, decisão que foi criticada por Van Order e outros, pois, ao tentarem igualar os movimentos infantis do personagem, os editores de som providenciaram uma voz que é "infantilmente aguda, estridente e insegura". E custou US$ 25.000 para dublar La Strada para a língua inglesa, mas depois que o filme começou a receber muitos elogios, foi relançado nos Estados Unidos a versão original em italiano.

### Trilha sonora
A partitura inteira de La Strada foi escrita por Nino Rota depois que a filmagem principal do filme foi concluída. O tema principal é uma melodia melancólica que aparece primeiro como uma melodia tocada por II Matto em um violino e depois por Gelsomina em seu trompete. Sua última aparição foi na penúltima cena quando é cantada pela mulher que conta a Zampanò o destino de Gelsomina depois que ele a abandonou. Claudia Gorbman comenta a utilização destes temas, que considera verdadeiros leitmotifs, cada um dos quais não é simplesmente uma etiqueta de identificação ilustrativa ou redundante, mas "um verdadeiro significante que acumula e comunica significados não explícitos nas imagens ou no diálogo".
Na prática, Fellini rodava seus filmes enquanto tocava música gravada porque, como explicou em uma entrevista de 1972, "isso o coloca em uma dimensão estranha em que sua fantasia o estimula". Para La Strada, Fellini usou uma música de Arcangelo Corelli que planejava usar na trilha sonora do filme. Depois, insatisfeito com o resultado , escreveu uma música original (com ecos do "Larghetto" da Opus 22 Serenade for Strings in E major de Dvořák) com linhas rítmicas combinadas com a peça de Corelli que se sincronizam com os movimentos de Gelsomina com o trompete e de Il Matto com o violino.

## Lançamento
O filme estreou pela primeira vez no 15º Festival Internacional de Cinema de Veneza em 6 de setembro de 1954 e ganhou o Leão de Prata. Em 1994, uma edição remasterizada foi financiada pelo cineasta Martin Scorsese.
Seu lançamento para Blu-ray foi em 19 de Junho de 2017 e relançado novamente para blu-ray em 24 de Junho de 2020 dessa vez em Ultra HD 4k e com um mini-documentário sobre o filme.

## Recepção

### Resposta inicial
"Uma parábola aparentemente simples e poética, La Strada de Federico Fellini foi o foco de um debate crítico quando estreou em 1954 simplesmente porque marcou a ruptura de Fellini com o neo-realismo - a escola dura que dominou o cinema italiano do pós-guerra". - Rita Kempley explicando o principal motivo do filme ter dividido opiniões em sua época de lançamento.
Tullio Cicciarelli de Il Lavoro nuovo viu o filme como "um poema inacabado", deixado inacabado deliberadamente pelo cineasta por medo de que "sua essência se perdesse na crueldade da definição crítica, ou na ambiguidade da história".
A estréia em Veneza começou "em uma atmosfera inexplicavelmente fria", de acordo com Tino Ranieri, e "o público, que não gostou quando a exibição começou, pareceu mudar ligeiramente de opinião no final, mas o filme não recebeu - em nenhum sentido da palavra - a resposta que merecia".Quando o júri do Festival de Cinema de Veneza de 1954 premiou La Strada com o Leão de Prata enquanto ignorava o Senso de Luchino Visconti, uma briga física estourou quando o assistente de Visconti, Franco Zeffirelli, começou a vaiar durante o discurso de aceitação de Fellini, apenas para ser agredido verbalmente por Moraldo Rossi. Isso deixou Fellini pálido e abalado e Masina em lágrimas. Críticos marxistas como Guido Aristarco rejeitaram o filme por motivos ideológicos, em particular afirmando que o filme consideravam: "noções cristãs de conversão e redenção": “Não dizemos, nem jamais dissemos, que La Strada é um filme mal dirigido e atuado. Declaramos, e declaramos, que está errado; sua perspectiva está errada".
A reação da crítica no Reino Unido e nos EUA foi polarizada, com críticas depreciativas aparecendo na Films in Review ("melodrama barato"), Sight & Sound ("um diretor que se esforça para ser um poeta mais não é"), e e The Times of London ("realismo cantando em uma colina de esterco"). enquanto avaliações mais favoráveis foram fornecidas pela Newsweek ("novelesco porém é discutível"), e Saturday Review ("Com La Strada Fellini assume seu lugar como o verdadeiro sucessor de Rossellini e De Sica"). Em sua crítica ao New York Times em 1956, AH Weiler elogiou especialmente Quinn: "Anthony Quinn é excelente como o homem forte, monossilábico e aparentemente implacável, cujos gostos são primitivos e imediatos. Mas sua caracterização é desenvolvida com sensibilidade para que sua solidão inata mostra através das frestas de seu exterior áspero".
O único país em que a avaliação ao filme foi geralmente positiva foi na França. Dominique Aubier, do Cahiers du cinéma, achava que La Strada pertencia "à classe mitológica, uma classe destinada a cativar mais os críticos do que o público em geral" e elogiou a direção de Fellini.

### Avaliações posteriores
Anos mais tarde, Fellini explicou que "de um ponto de vista sentimental" ele era mais apegado a La Strada: "Acima de tudo, porque sinto que é o meu filme mais representativo, o mais autobiográfico; Por razões pessoais e sentimentais, porque é o filme que mais tive dificuldade em realizar e [O] que mais me dificultou na hora de encontrar um produtor". De todos os seres imaginários que trouxe para a tela, Fellini se sentia mais próximo dos três protagonistas de La Strada, especialmente Zampanò. O crítico Roger Ebert, em seu livro The great Movies, descreveu o consenso da crítica atual como sustentando que La Strada foi o ponto alto da carreira de Fellini e que, depois desse filme, "seu trabalho correu solto pelas selvas de Freud, cristão, sexual e excessivamente autobiográfico". No website agregador de críticas; Rotten Tomatoes o filme tem 97% de aprovação baseado em 37 avaliações, sob o consenso de que: "O lamentável par de estranhos de Giulietta Masina e Anthony Quinn fornece um contraste pungente entre gentileza e poder na inesquecível parábola de Federico Fellini." Eleito hoje em dia um dos melhores filmes de 1954, O longa apareceu em inúmeras listas de melhores filmes: A votação dos diretores de 1992 do British Film Institute (4º lugar), "Os 1.000 melhores filmes já feitos" do New York Times e e a lista "Maiores Filmes" de They Shoot Pictures, Don't They (# 67) - um site que calcula estatisticamente os filmes mais bem recebidos.
Em 1995, a Pontifícia Comissão para as Comunicações Sociais da Igreja Católica publicou uma lista de 45 filmes representando um "[...] corte transversal de filmes notáveis, escolhido por um comitê de doze estudiosos internacionais do cinema". Ela ficou conhecida como a "lista de filmes do Vaticano" e inclui La Strada como um dos 15 filmes na subcategoria chamada Arte. O Papa Francisco disse que é "o filme que talvez eu mais amei", devido à sua identificação pessoal com a referência implícita ao seu homônimo, Francisco de Assis.

## Legado
Durante o início da carreira de Fellini no cinema, ele esteve intimamente associado ao movimento conhecido como neorrealismo, um conjunto de filmes produzidos pela indústria cinematográfica italiana durante o período pós-Segunda Guerra Mundial, especialmente durante os anos: 1945-1952, e caracterizada por uma atenção especial ao contexto social, um senso de imediatismo histórico, compromisso político com a mudança social progressiva e passa mensagem antifascista. La Strada tem sido amplamente vista como uma ruptura definitiva com as demandas ideológicas dos teóricos neorrealistas para seguir uma tendência política particular ou incorporar um estilo mais "realista" específico. Isso resultou em certos críticos difamando Fellini por, como eles viam, reverter para atitudes pré-guerra de individualismo, misticismo e preocupação com o "estilo puro". Fellini respondeu vigorosamente a essa crítica: “Algumas pessoas ainda pensam que o neorrealismo é adequado para mostrar apenas certos tipos de realidade, e insistem que isso é realidade social. É um gênero, para mostrar apenas certos aspectos da vida”. Em breve, outros cineastas italianos, incluindo Michelangelo Antonioni e até o mentor de Fellini e primeiro colaborador Roberto Rossellini, seguiriam o exemplo de Fellini e, nas palavras do crítico Peter Bondanella, "iriam além de uma abordagem dogmática da realidade social, lidando poeticamente com outras pessoas igualmente atraentes ou problemas emocionais". Como observou o historiador de cinema Mark Shiel, quando ganhou o primeiro Oscar de Melhor Filme Estrangeiro em 1957, La Strada se tornou o primeiro filme a obter sucesso internacional como exemplo de uma nova marca de neo-realismo; "agridoce e autoconsciente".
O filme também entrou na música popular. Bob Dylan e Kris Kristofferson mencionaram o filme como uma inspiração para suas canções "Mr. Tambourine Man" e "Me and Bobby McGee", respectivamente. Nancy Cartwright, a dubladora de Bart Simpson, ficou tão impressionada com o trabalho de Giulietta Masina em La Strada que tentou obter os direitos teatrais do filme para montar uma encenação em Nova York. Depois de viajar para Roma em uma tentativa malsucedida de se encontrar com Fellini, ela criou uma peça, In Search of Fellini.

## Prêmios e indicações
Oscar 1957 - indicado ao prêmios de Melhor roteiro original e vencedor da categoria de estreia Melhor filme estrangeiro. Se tornando o primeiro filme a ganhar a categoria.
Prêmio Bodil - vencedor de "Melhor filme Europeu".
BAFTA - Giulietta Masina indicada ao prêmio de melhor atriz e Frederico Fellini indicado para melhor diretor.